# Downingia pusilla
Downíngia pusílla — вид цветковых растений рода Доунингия (Downingia) семейства Колокольчиковые (Campanulaceae).

## Ботаническое описание
Однолетнее травянистое растение, образует прямостоячие стебли с небольшим количеством заострённых листьев.
От других доунингий доунингия маленькая отличается значительно более мелкими цветками — их максимальный диаметр не превышает 4 мм. Крошечный трубчатый цветок белого или голубого цвета, с жёлтыми пятнами около открытия трубки венчика.
Плод — коробочка 2—3 см длиной.

## Распространение и местообитание
Встречается в двух различных местах: в Чили и штате Калифорния, США. Растёт во влажных местах: около канав и весенних прудов.

## Подвиды
- Downingia pusilla subsp. humilis (Greene) Lammers[1]

## Синонимика
- Bolelia pusilla (G.Don ex A.DC.) Greene
- Clintonia pusilla G.Don ex A.DC.
- Downingia humilis (Greene) Greene[2]